# 다날
다날(Danal)은 세계 최초로 휴대폰결제 서비스를 상용화 한 대한민국의 글로벌 휴대폰결제 기업이다. 다날은 '다가오는 날은 다 좋은 날'이란 뜻을 가지고 있다.
휴대폰결제로 전세계 결제시장의 새로운 패러다임을 제시한 이래, 휴대폰결제 1위 기업으로서 입지를 다졌으며 현재 급변하는 결제시장에 맞춰 다양한 결제 서비스를 적극적으로 선보이고 있다.

## 기업현황
- 대표이사: 백현숙
- 최대주주(회장): 박성찬[2]
- 사업장: 경기도 성남시 분당구 분당로 55 (서현동) 퍼스트타워 9층
- 매출액: 2954.6억원 (2023년 연결 기준)
- 영업이익 : 34.9억원 (2023년 연결 기준)
- 임직원수: 536명 (2024년 9월 기준)

## 서비스

### 휴대폰결제
2000년 7월 다날이 세계 최초로 선보인 휴대폰결제(홈페이지)는 간편하고 안전하게 온라인 결제를 할 수 있는 시스템이다. 휴대폰결제란 휴대폰 SMS 인증을 기반으로 한 인터넷 지불결제 서비스로, 본인 명의의 휴대폰번호만 있으면 손쉽게 이용할 수 있다. 휴대폰결제는 온라인 상에서 디지털 콘텐츠(음악/동영상, 게임 아이템 등)나 실물상품(생필품, 전자제품, 의류 등) 구매 시 휴대폰 번호와 주민등록번호를 통한 본인 인증을 거친 후 휴대전화로 전송되어 온 6자리의 1회용 인증번호(OTP, One Time Passcord)를 입력하면 구매 금액이 다음달 통신요금에 합산되어 청구되는 방식으로, 신용카드나 현금 없이 휴대폰만으로도 인터넷 상에서 결제가 가능해 누구나 편리하게 사용할 수 있으며, 거래 기록이 웹사이트나 PC에 남지 않아 안전한 것이 장점이다.
이러한 편리함과 안전함 덕분에 2001년 당시 842억 원이던 휴대폰결제 시장은 2012년 2조 9천500억 원으로 35배 성장했다. 지속적인 결제 한도 확대로 2020년부터는 월 최대 100만 원까지 결제가 가능해짐에 따라 2023년 기준 휴대폰결제 시장 규모는 약 7조원대를 기록 중이다.
다날은 최초의 휴대폰결제 기업임과 동시에 비밀번호 기반 간편결제와 자체 RM, 모니터링, 서버이중화 등의 독보적 기술력 및 노하우로 2024년 기준 결제 점유율 1위를 유지 중이다. 2024년에는 국내 최대 데이터베이스를 기반으로 한 새로운 RM 모델을 적용해 거래 실적을 높이는 등 시장 내 우위를 점하고 있다.

### 신용카드 결제 외
다날은 휴대폰결제 노하우를 바탕으로 시장에서 요구하는 다양한 결제 서비스를 운영하고 있다. 이 가운데 신용카드 PG(Payment Gateway)는 다날의 주력 서비스로 거듭나고 있다. 국내외 모든 카드사를 지원하고, 온·오프라인 실시간 결제가 가능하여 빠른 속도로 가맹점을 유치, 현재 다날의 새로운 캐시카우로 자리 잡았다. 또한 상품권 결제, 계좌 결제, 바코드 결제 등 다양한 결제수단과 온라인 인증에 필요한 본인확인서비스를 가맹점에게 원스톱으로 제공하고 있다.

### 오픈형 간편결제
한국은행이 발표한 '2024년 상반기중 전자지급서비스 이용현황'에 따르면 카카오페이, 삼성페이, 애플페이 등 간편결제 서비스 이용량은 하루 평균 2971만건, 9302억원 상당으로 매년 증가하고 있다(출처). 특히 플랫폼 록인(Lock-in) 효과가 크기 때문에 자사 간편결제 도입을 원하는 기업에게 다날은 모든 결제서비스를 맞춤 형태로 제공해준다. 오픈형 간편결제 도입 시 최초 1회 가입 및 비밀번호 등록을 마치면 이후 간편하게 결제가 가능하다. 롯데리아, 스마일게이트 등 대형 가맹점들에 오픈형 간편결제를 공급한 바 있다.

### 삼성페이 오프라인 휴대폰결제
다날은 2019년 삼성페이와 함께 국내 최초로 오프라인 휴대폰결제 시대를 열고, 서비스를 본격화했다(출처). 삼성페이 오프라인 휴대폰 결제는 삼성월렛앱에서 본인 명의 휴대폰만 있으면 쉽게 등록할 수 있으며, 카드결제와 동일하게 비접촉으로 오프라인 환경에서 편리하게 결제할 수 있다. 2023년 기준 240만명의 가입자, 연간 400억원대의 견조한 실적을 유지 중이다(출처).

### 통합결제 다모음
다날은 독자적인 통합결제 플랫폼 다모음(Damoum)으로 휴대폰결제 혜택을 모아 소비자들에게 제공하고 있다. 간편한 가입 및 결제방식, 휴대폰 결제 시 다모음캐시 적립이 가능하며, 2023년에는 선불형 충전카드 ‘다날 배터리 카드’를 출시 및 연동해 오프라인으로까지 결제 영역을 대폭 확대했다. 다날 배터리 카드는 KB국민카드 온·오프라인 가맹점이라면 카드처럼 결제가 가능하며 네이버페이, 카카오페이 등 타사 간편결제 플랫폼에도 등록해 편리하게 쓸 수 있다.

### 해외통합결제
다날은 페이팔, 보쿠, 알리페이플러스, 비자사이버소스 등 해외 파트너사와 함께 미국, 중국, 일본, 유럽 등 200여개국에서 국내 가맹점 서비스 결제가 가능한 해외통합결제 서비스를 운영하고 있다. 국가별, 결제수단별 계약 과정없이 현지에서 가장 많이 쓰이는 결제수단으로 연결해주고 있으며 네이버 웹툰, 삼성 갤럭시스토어 등 글로벌 서비스들이 다날 해외통합결제를 이용하고 있다.

### 외국인유학생 학비 결제
페이팔, 텐센트 위챗페이 등 해외 파트너사 제휴 인프라를 바탕으로 신한은행, 우리은행과 외국인유학생 학비 결제서비스를 제공하고 있다. 한국에서 생활하는 유학생들이 편리하게 자국통화로 학비를 결제할 수 있으며, 수도권을 중심으로 제휴대학을 지속적으로 확대하고 있다. 아울러 국내 체류, 방한 외국인 증가에 맞춰 관련 결제서비스를 제공하고 있다. 또한 중국 여행객 대상 위챗페이 오프라인 QR결제를 운영 중이며, 이같은 국내외 외국인결제 서비스를 점진적으로 확대해나갈 계획이다.

## 계열회사

### 다날엔터테인먼트
(홈페이지) 음원/음반 제작·투자, 유통 및 미디어 투자·배급·유통과 이모티콘 캐릭터사업, 오리지널 콘텐츠를 제작하며 운영하는 디지털 전문기업

### 다날에프엔비
(홈페이지) 커피와 문화가 공존하는 라이프스타일 카페 프랜차이즈 ‘달콤커피’를 운영하는 식음료 종합기업

### 비트코퍼레이션
(홈페이지) F&B 비즈니스 노하우와 최첨단 IT가 융합된 혁신적인 24시간 무인카페 솔루션 '로봇카페 비트'를 운영하는 푸드테크 기업

### 다날핀테크
(홈페이지) 가상자산 플랫폼 ‘페이코인’을 서비스하는 블록체인 전문 기업

### 페이프로토콜AG
(홈페이지) 최초의 상용 결제 디지털자산 페이코인(PCI) 발행 및 월렛 서비스를 제공하는 블록체인 전문 기업

## 연혁
- 1997. 07. 주식회사 다날 설립
- 2000. 01. 벨소리 다운로드 서비스 700-5857 오픈
- 2000. 07. 휴대전화 결제 서비스 <텔레디트> 오픈
- 2002. 05. 통화연결음 서비스 개시
- 2004. 07. 코스닥증권시장 상장
- 2005. 06. 중국 현지법인 <다날신식과기(북경)유한공사> 설립
- 2006. 12. 미국법인 <DANAL Inc.> 설립
- 2009. 04. 다날-페이게이트 모바일 결제표준모듈 개발사업자 선정
- 2010. 01. 모든 스마트폰에서 사용 가능한 <스마트폰용 휴대폰결제 솔루션> 개발
- 2011. 03. 국내 최초 바코드 결제 솔루션 <바통(Bartong)> 개발
- 2011. 05. 유럽에 합작회사 <Danal CS&F B.V.> 설립
- 2013. 06. 미국법인, <디스커버(Discover Financial Services; DFS)>그룹으로부터 500만 달러 투자유치
- 2013. 09. 세계 최초 지문인식 결제서비스 출시
- 2014. 03. 중국 텐센트와 국가 간 결제서비스 계약 체결
- 2014. 09. 중국 결제회사 ‘YEEPAY’와 합작 계약 체결
- 2015. 01. 사용자 인증 가상키보드 보안특허 취득
- 2015. 04. 텐페이와 국가 간 오프라인 결제서비스 개시
- 2016. 01. 다날-발신번호 변조 방지, 데이터 보관기술, 지문 분할저장 및 인증, 인증솔루션, QR코드 스캔 결제 등 특허 7건 취득
- 2016. 08. 텐페이, QQ, 위챗페이 등 중국 3대 결제서비스 계약
- 2017. 03. '2016 MWC(Mobile World Congress)' 모바일인증최고상 수상
- 2017. 06. 미국법인 600만 달러 투자유치–오렌지텔레콤
- 2017. 06. 방콕은행 VR기반 모션인증 특허
- 2019. 11. 삼성페이 오프라인 휴대폰결제 오픈
- 2020. 05. 통합결제 플랫폼 다모음 출시
- 2021. 12. 보쿠와 제휴 및 90여 개국에 크로스보더 결제서비스 제공
- 2022. 01. 업계 최초 모바일 앱 외부결제 서비스 연동
- 2022. 08. 앤트그룹과 제휴, 알리페이플러스 솔루션 도입
- 2023. 05. 선불충전카드 ‘다날 배터리 카드’ 출시
- 2023. 08. 할부구매 플랫폼 ‘소비it’ 오픈
- 2024. 06. 페이팔과 전략적 제휴 체결 및 국내외 결제 서비스 제공